# مگس‌گیر پادشاهی آرام
مگس‌گیر پادشاهی آرام (نام علمی: Onychorhynchus occidentalis) بر اساس کمیتۀ بین‌المللی پرنده‌شناسی (IOC) یک گونه از پرندگان گنجشک‌سان در خانوادهٔ مرغ‌های کدر است. در غرب اکوادور و شمال غرب پرو یافت می‌شود.
مگس‌گیر پادشاهی اقیانوس آرام تک‌نماد است.
همه مگس‌گیرهای پادشاهی حشره‌خوار هستند.